# РТ-23
РТ-23 или РС-22 (обозначение на НАТО SS-24 Scalpel) е тристепенна междуконтинентална балистична ракета с твърдо гориво на Съветския съюз.

## История
Разработена е от конструкторско бюро „Южное“ в края на 1970-те и в началото на 1980-те години в 2 варианта – РТ-23 и РТ-23УТТХ (рус. „РТ-23 с улучшенными тактико-техническими характеристиками“, РТ-23 с подобрени тактико-технически харатеристики). РТ-23 е с ракета 15Ж44 за стационарно (в шахти), а РТ-23УТТХ - с ракета 15Ж52 за мобилно (върху жп вагони) базиране . В края на 80-те и двата варианта са модифицирани и включват ракети 15Ж60 (РС-22 Молодец) и 15Ж61. Всичките модификации са обозначавани от НАТО като SS-24 Skalpel.